# Фішкелія
Фішкелія (рум. Fișcălia) — село у повіті Вилча в Румунії. Входить до складу комуни Іонешть.
Село розташоване на відстані 152 км на захід від Бухареста, 34 км на південь від Римніку-Вилчі, 63 км на північний схід від Крайови, 142 км на південний захід від Брашова.

## Населення
За даними перепису населення 2002 року у селі проживали 339 осіб, усі — румуни. Усі жителі села рідною мовою назвали румунську.